# Fährplate
Die Fährplate ist eine ehemalige Weserinsel gegenüber von Elsfleth, die durch die Weserkorrektion mit dem rechten Ufer verbunden wurde. Das Gebiet gehört heute zur Ortschaft Rade in der Gemeinde Schwanewede. 

## Lage
Eingegrenzt wird die Fährplate im Westen durch die Weser und den südlichen Teil des Rechten Nebenarms der Weser, im Osten und Süden durch den aus Hinnebeck kommenden Sielgraben Hovediekshelmer. Nur im Norden der Halbinsel gibt es einen kleinen Landstreifen, über den auch die Straße nach Harriersand führt. Die Fährplate ist als Landschaftsschutzgebiet „Unterwesermarsch“ ausgewiesen.

## Verkehr
Die Fährplate ist nur über eine Privatstraße des Landes Niedersachsen zu erreichen, die für den öffentlichen Verkehr nicht freigegeben ist. An der Einmündung der Straße Fährplate zur Inselstraße gibt es einen Wohnmobilstellplatz. Bis auf den Schulbus im Rahmen des Verkehrsverbundes Bremen/Niedersachsen sind keinerlei öffentliche Verkehrsmittel vorhanden.

## Pegel
Der Pegel Fährplate ist der mittlere der drei heute noch betriebenen Pegel an der Unterweser und wird vom Wasser- und Schifffahrtsamt Bremerhaven betrieben. Die Pegelspitze dient zusätzlich als Orientierungsfeuer für die Weserschifffahrt und markiert für kleinere Boote die Zufahrt zum alten Weserarm östlich von Harriersand.

## Sehenswürdigkeiten
Auf einem Gehöft auf der Fährplate haben die Besitzer eine Sammlung ostdeutscher Fahrzeuge vom Typ Trabant, Wartburg und Barkas zusammengetragen, die zu besonderen Anlässen auch der Öffentlichkeit zugänglich gemacht wird.